# Alien: Isolation
Pour les articles homonymes, voir Alien.
Alien: Isolation est un jeu vidéo d’action-aventure en vue à la première personne, développé par Creative Assembly et édité par Sega, publié le 7 octobre 2014 à l’international sur ordinateur et consoles PlayStation 3, PlayStation 4, Xbox 360 et Xbox One. Feral Interactive a réalisé le portage pour macOS en 2015et pour la Nintendo Switch en 2019. Une version pour iOS et iPadOS sort le 16 décembre 2021 sur App Store.
Le jeu se déroule quinze ans après les évènements du film Alien, réalisé par Ridley Scott et sorti en 1979, et suit Amanda Ripley, fille de la protagoniste de la série Ellen Ripley, dans le but de retrouver les traces de sa mère disparue en récupérant la boîte noire de l’USCSS Nostromo qui se trouve sur la station spatiale Sebastopol.
En décembre 2006, Sega obtient l'acquisition des droits pour adapter la franchise. Une équipe de six membres développe ainsi un prototype axé « cache-cache » afin d'obtenir l'aval de Sega pour développer un jeu. Très vite, le studio décide de reprendre l'atmosphère claustrophobie et angoissante du premier film, dont notamment son aspect rétro-futuriste et son univers sonore. La 20th Century Fox apporte son soutien en partageant trois téraoctets d'informations liées à la production du film.
Différent des précédentes adaptations vidéoludiques de la franchise, Alien: Isolation met en avant des éléments d’infiltration et de survival horror ; le joueur se doit d’éviter ou de repousser des créatures aliens, des androïdes ou même des hors-la-loi tout au long du jeu. Le jeu était initialement conçu avec une vue à la troisième personne, mais la vue à la première personne a été gardée car elle accentue le côté survie du jeu. Amanda Ripley dispose de plusieurs armes pour se défendre ainsi qu'un détecteur de mouvements. Un système d'artisanat utilisable après avoir récolté plusieurs objets est également mis en place. Le Xénomorphe a reçu un travail appuyé sur son comportement avec notamment l'attribution de plusieurs intelligences artificielles permettant de renforcer sa déduction et son degrés d'adaptation.
La distribution du jeu comprend Andrea Deck dans le rôle principal, ainsi que le retour de Sigourney Weaver dix-sept ans après Alien: Resurrection et ceux de Tom Skerritt, Yaphet Kotto, Veronica Cartwright et Harry Dean Stanton, trente-cinq ans après le premier film. Le groupe The Flight compose la musique tandis que plusieurs musiques du premier film ont été enregistrées par un orchestre.
Après publication, Alien: Isolation est généralement bien accueilli par la presse spécialisée, et compte, en mai 2015, un total de deux millions d’exemplaires écoulés en Europe et aux États-Unis. La presse spécialisée salue l'originalité, l'ambiance sonore du jeu et l'intelligence artificielle des Xénomorphes, mais regrette une réalisation technique parfois inégale. Le jeu remporte quelques prix, notamment dans la catégorie « meilleur son » aux Game Developers Choice Awards et aux British Academy of Film and Television Arts Awards en 2015.
Le jeu supporte plusieurs contenus téléchargeables, dont Crew Expendable et Last Survivor qui permettent de revivre les évènements du premier volet. Le reste des contenus servent à étendre le Mode Survie. Le jeu connait également une mise en roman, tandis que son histoire se poursuit dans différents comics ainsi que le dérivé Alien: Blackout en 2019. La même année, une adaptation animée du jeu (en) est diffusée sur le site IGN.

## Trame
En 2137, quinze ans après la disparition du Nostromo, Amanda Ripley, fille d’Ellen Ripley, est approchée par Christopher Samuels, un synthétique de Weyland-Yutani, qui l'informe de la récente localisation de la boîte noire du Nostromo. La boîte noire, localisée par le vaisseau Anesidora, se trouve à bord de la station Sébastopol, un lointain port spatial appartenant à Seegson Corporation en orbite autour de la géante gazeuse KG348. Samuels offre à Amanda une place dans l’équipe de la Weyland-Yutani envoyée pour récupérer la boîte noire, afin qu’elle puisse tourner la page concernant le sort de sa mère disparue. Ripley, Samuels et Nina Taylor, l’employée du service juridique de la Weyland-Yutani, partent pour Sébastopol à bord du vaisseau Torrens appartenant au capitaine Diane Verlaine (Jane Perry (en)). Le groupe arrive à Sébastopol et trouve la station endommagée et ses communications non opérationnelles. Ripley, Samuels et Taylor tentent une sortie dans l’espace pour enquêter mais leur câble est coupé par les débris d’une explosion et Ripley est séparée du groupe et forcée d’entrer seule dans la station.

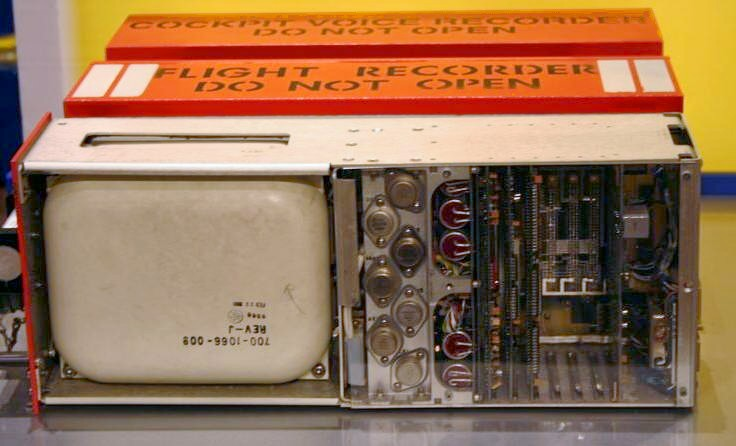
Boîte noire de l’USCSS Nostromo sert de MacGuffin tout au long du jeu.

Ripley, essayant de trouver un moyen de contacter le Torrens, découvre que la partie civile de la station a sombré dans le chaos. Seegson a essayé de liquider Sébastopol depuis des années et a réduit l’équipage de la station au strict minimum. Ce petit groupe de pillards effrayés et paranoïaques est en quête des réserves de ressources raréfiées, et élimine les non-membres du groupe à vue. Ripley est confrontée à un homme nommé Axel (George Anton) mais le convainc de l’aider en échange d’une place à bord du Torrens. Ce dernier explique que la situation actuelle est due à un « tueur » à bord de la station. Axel aide Ripley, mais ledit monstre – l’Alien – apparaît et le tue. Ripley trouve finalement la boîte noire du Nostromo, mais à son grand désarroi, découvre qu’elle ne contient aucune donnée. Ripley essaye ensuite de contacter le Torrens via le centre de communications de Sébastopol. Cependant, elle découvre bientôt que la main-d’œuvre robotique de la station est devenue hostile, tuant quiconque essaye d’envoyer un appel de détresse. Elle découvre que les communications vers l'extérieur sont coupées et que seules les communications internes sont actives. C'est par ce biais que Ripley arrive à contacter Samuels et Taylor. Elle apprend que cette dernière a été blessée et se met en quête de récupérer du matériel au centre médical de la station pour la soigner.
Ripley atteint le centre médical et est assistée par le Dr Kuhlman (qui est plus tard tué par l’Alien), avant de se frayer un passage vers le dispensaire. Ayant récupéré le matériel médical, elle rejoint Samuels et Taylor, qui sont maintenant sous la garde du marshall de la station, Waits (William Hope), et de son adjoint, Ricardo (Richie Campbell (en),). Waits explique que l’Alien a été amené à bord de la station par Henry Marlow (Sean Gilder), capitaine de l’Anesidora ayant pour équipage Catherine Foster (Melanie Gutteridge (en)), Crispin Heyst, Dean Lewis et Alan Meeks, qui est maintenant sous la surveillance de Waits. Ripley parle avec Marlow et apprend que l’équipage de l’Anesidora a découvert la boîte noire près du planétoïde LV-426, où ils ont aussi découvert un vaisseau abandonné précédemment découvert par l’équipage du Nostromo, et le nid d’œufs des xénomorphes contenu à l’intérieur. La femme de Marlow a été attaquée par un facehugger, et cherchant de l’aide, Marlow l’a amenée à bord de Sébastopol pour des soins. L’Alien qui a éclos en elle est celui terrorisant la station. Waits convainc Ripley de l’aider à contenir l’Alien en l’appâtant dans une section retirée de la station et en l’enfermant à l’intérieur. Ripley réussit, mais Waits omet de mentionner qu’il planifiait d’utiliser Ripley comme appât et d’éjecter le module alors qu’elle est encore à l’intérieur. Alors que le module fonce dans l’espace, Ripley arrive à trouver une combinaison spatiale, à s’éjecter du sas et fait un saut dans l’espace jusqu’à Sébastopol, laissant alors l’Alien dans le module expulsé.
Débarrassés de l’Alien, la situation à bord de la station redevient sous contrôle jusqu’à ce que les androïdes de la station commencent brusquement à massacrer l’équipage restant. Les victimes incluent Waits et ses hommes, bien que Ricardo survive. Ripley essaye de trouver Samuels et découvre qu’il est en train de tenter de se connecter à l’intelligence artificielle contrôlant la station, APOLLO, afin d’arrêter le massacre. Après que Samuels tente d’empêcher APOLLO d’éliminer d’autres survivants, les contremesures défensives d’APOLLO désactivent Samuels, mais pas avant que celui-ci arrive à ouvrir un chemin pour Ripley vers le noyau de contrôle d’APOLLO. En atteignant APOLLO, Ripley découvre que Seegson a finalement trouvé un acheteur pour Sébastopol : la Weyland-Yutani, qui lui a donné l’ordre de protéger l’Alien au mépris de toute victime humaine. Quand Ripley dit à APOLLO que l’Alien n’est plus à bord de Sébastopol et demande de cesser toute activité, APOLLO refuse et reporte son attention vers le réacteur de la station. Déterminée à découvrir ce qui se passe, Ripley chemine jusqu’à la base du réacteur, qui a été convertie en nid contenant des centaines d’Aliens. Ripley s'attache à amorcer une purge du réacteur qui détruirait à la fois les Aliens et le nid, mais c’est un échec puisque plusieurs Aliens s’échappent et commencent à infester Sébastopol.
Ricardo apprend à Ripley que la purge du réacteur a réinitialisé tous les systèmes de Sébastopol, y compris les communications. Ripley apprend aussi que Taylor a été envoyée par Weyland-Yutani pour récupérer l’Alien et qu’elle a libéré Marlow en échange de la localisation de LV-426. Cependant, Marlow la double et la prend en otage à bord de l’Anesidora. Ripley et Ricardo les poursuivent dans l’espoir d’utiliser le vaisseau pour s’échapper. En explorant l’Anesidora, Ripley découvre un message additionnel de sa mère après son rapport initial des évènements sur le Nostromo, lui permettant enfin de savoir ce qui s’est passé. Peu après avoir entendu le message, Marlow apparaît avec Taylor et dit à Ripley qu’il compte surcharger le réacteur à fusion de l’Anesidora et détruire la station, s’assurant ainsi que les Aliens ne survivent pas. Taylor assomme Marlow pendant qu’il déblatère face à Ripley et les deux femmes essayent ensemble d’empêcher l’explosion. Elles réussissent, mais il était trop tard, Marlow s’était assuré que le réacteur du vaisseau exploserait. Taylor est ensuite tuée par une décharge électrique et Ripley est forcée de s’échapper de l’Anesidora sans elle.
Après être revenue sur Sébastopol, Ricardo dit à Ripley que l’explosion du vaisseau a détruit le réseau de stabilisateurs orbitaux de la station, ce qui a pour conséquence de la faire lentement dériver vers l’atmosphère de KG348. Ripley et Ricardo réussissent à contacter le Torrens pour évacuer, cependant, Ricardo est attaqué par un facehugger et Ripley est forcée de l’abandonner. Après avoir laissé le vaisseau s’arrimer, Ripley se prépare à faire un saut dans l’espace jusqu’au Torrens, mais elle est attaquée par un Alien et emmenée dans un autre nid, dont elle s’échappe. Elle se fraye ensuite un chemin à l’extérieur pour aider le Torrens à se désarrimer de la station via une explosion contrôlée. Mais elle est bientôt entourée d’Aliens et est ensuite propulsée dans le vaisseau par le souffle de l’explosion. Sébastopol commence ensuite à plonger vers KG348 et explose dans son atmosphère. À bord du Torrens, Ripley contacte Verlaine et lui dit avoir réussi à monter à bord mais ne reçoit aucune réponse. Ripley se dirige vers le pont pour trouver Verlaine mais se retrouve face à un autre Alien. Encore dans sa combinaison spatiale, Ripley est acculée au sas et est obligée de l’ouvrir, s’expulsant en même temps que l’Alien dans l’espace.
La scène finale du jeu montre Ripley, à la dérive et inconsciente dans sa combinaison spatiale, soudainement réveillée par un projecteur qui éclaire son visage.

## Système de jeu
Alien: Isolation est un jeu vidéo d'action-aventure jouable en solo, mettant en avant des éléments d'infiltration et de survie, dans lequel le joueur incarne et contrôle la protagoniste, Amanda Ripley, en vision subjective afin d'interagir avec son environnement,. Pour progresser dans le jeu, le joueur doit explorer une station spatiale et atteindre plusieurs objectifs tout en évitant ou éliminant certains ennemis comme des humains ou androïdes au comportement hostile. Les objectifs à atteindre alternent entre activation d'ordinateurs dans le but de collecter certains items ou pour atteindre un lieu spécifique. Le joueur possède la capacité de courir, grimper des échelles, et ramper dans les bouches d'aération. Le joueur peut s'accroupir, se cacher derrière des objets afin de rester hors de portée de ses ennemis, et se pencher discrètement afin de mieux observer les alentours. Le joueur est également capable de s'accroupir sous les meubles, ou de se cacher dans les vestiaires.
Contrairement aux précédentes adaptations vidéoludiques de la franchise Alien, Alien: Isolation ne présente qu'une seule créature Alien, ou Xénomorphe, qui traque le joueur sans relâche tout le long du jeu. L'alien ne pouvant être tué, le joueur se doit d'adopter la fuite afin de survivre. Plutôt que de suivre un parcours prédéterminé, l'intelligence artificielle de l'alien est programmée pour rechercher activement le joueur en se basant sur la vue et le son. Sur son chemin, le joueur peut utiliser un détecteur de mouvements et une lampe torche, cette dernière nécessitant des piles électriques. Cependant, l'usage de ces objets augmentent les chances d'être repéré par les ennemis. Par exemple, si l'Alien est assez proche, le bruit du détecteur est suffisant pour l'attirer, forçant ainsi le joueur à en limiter son usage. Le détecteur ne peut ni détecter un ennemi immobile, ni déterminer si l'alien est au-dessus ou au même niveau que le joueur,.
Bien que le joueur puisse éliminer un ennemi à l'aide de certaines armes, Alien : Isolation se fonde bien plus sur l'évasion que le combat direct, fournissant au joueur une quantité limitée de munitions. Le jeu présente quatre armes durant la progression : un revolver, un fusil, un pistolet d'abattage, et un lance-flammes. Le joueur peut également fabriquer des items en collectant des schémas de constructions. Ces items varient notamment entre mines IEM, cocktails molotov et bombes tuyau. Ces items permettent au joueur de contrer un éventuel opposant et ainsi lui permettre de s'échapper. Le joueur peut faire fuir l'alien à l'aide d'un cocktail molotov ou du lance-flammes, la créature craignant le feu. Le joueur possède une santé limitée qui diminue au fil des attaques physiques. Néanmoins, le joueur peut améliorer sa santé en utilisant les medikits d'Amanda, qui peuvent être fabriquées à l'aide de l'inventaire.
La station spatiale se divise en plusieurs sections liées par trams et ascenseurs. Chaque section comporte plusieurs chambres et corridors séparés par des portes. Une action doit s'effectuer sur des portes afin de réussir à entrer dans certaines pièces. Par exemple, certaines portes requièrent une carte d'accès ou un code numérique, tandis que d'autres doivent être manuellement coupées à l'aide de la torche à plasma ou piratées par le biais d'une console électronique. Le joueur peut également accéder à quelques commandes de verrouillage ou déverrouillage. Le jeu propose une mini-carte aidant le joueur à se repérer dans son environnement. Le jeu comporte des éléments du Metroidvania, certaines zones n'étant accessibles qu'après avoir obtenu certains objets permettant de déverrouiller l'accès. Il est possible de fouiller les ordinateurs qui contiennent parfois des e-mails ainsi que des enregistrements audio des membres de la station de l'équipage de l’USCSS Nostromo, ces enregistrements peuvent également être entendu si le joueur trouve différents enregistreurs dispersés dans la station.
Pour sauvegarder sa progression, le joueur a besoin d'accéder à un terminal dans le jeu et d'insérer manuellement la carte d'accès d'Amanda. Si Amanda meurt, le joueur se doit de recommencer le parcours depuis son dernier point de sauvegarde. Hormis le mode principal, Alien: Isolation propose un mode à part, le mode Survie, qui se concentre sur plusieurs situations humain contre alien. Dans chaque scénario, le joueur se doit d'accomplir plusieurs objectifs dans une période de temps limitée, tout en évitant de croiser l'alien.

## Développement

### Premiers pas de l'Alien

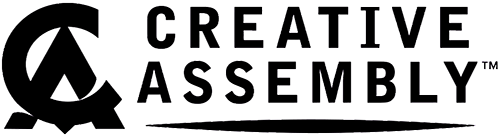
Comme le démontre le jeu d'action-aventure Viking: Battle for Asgard (2008), le studio Creative Assembly tente une nouvelle fois de se diversifier après le succès des jeux de stratégie Total War (2000-).

En décembre 2006, Sega fait l'acquisition des droits d'auteurs de la franchise afin de concevoir des adaptations vidéoludiques. Ce faisant, le studio japonais se lance dans l'édition de plusieurs jeux, parmi lesquels, les jeux de tir à la première personne Aliens vs. Predator (2010) de Rebellion Developments et Aliens: Colonial Marines (2013) de Gearbox Software,.
L'idée de la part de la société Creative Assembly — mieux connue pour sa contribution dans la série des jeux vidéo de stratégie Total War — de développer un jeu vidéo basé sur la série des films Alien fait surface après le développement de Viking: Battle for Asgard par la société en 2008. Une équipe de six membres développe un mini-jeu en multijoueur afin de montrer l'idée à Sega d'un prototype axé « cache-cache » dans lequel l'un des joueurs contrôle l'alien, tandis qu'un autre tente de survivre et fuir son prédateur. Le jeu attire l'intérêt de Sega, et le projet est finalement approuvé. Creative Assembly, n'ayant aucune expérience dans les jeux vidéo de survie, engage des employés d'autres studios de développement comme Bizarre Creations, Black Rock, Crytek, Ubisoft et Realtime Worlds, pour le projet.

### Retour aux sources

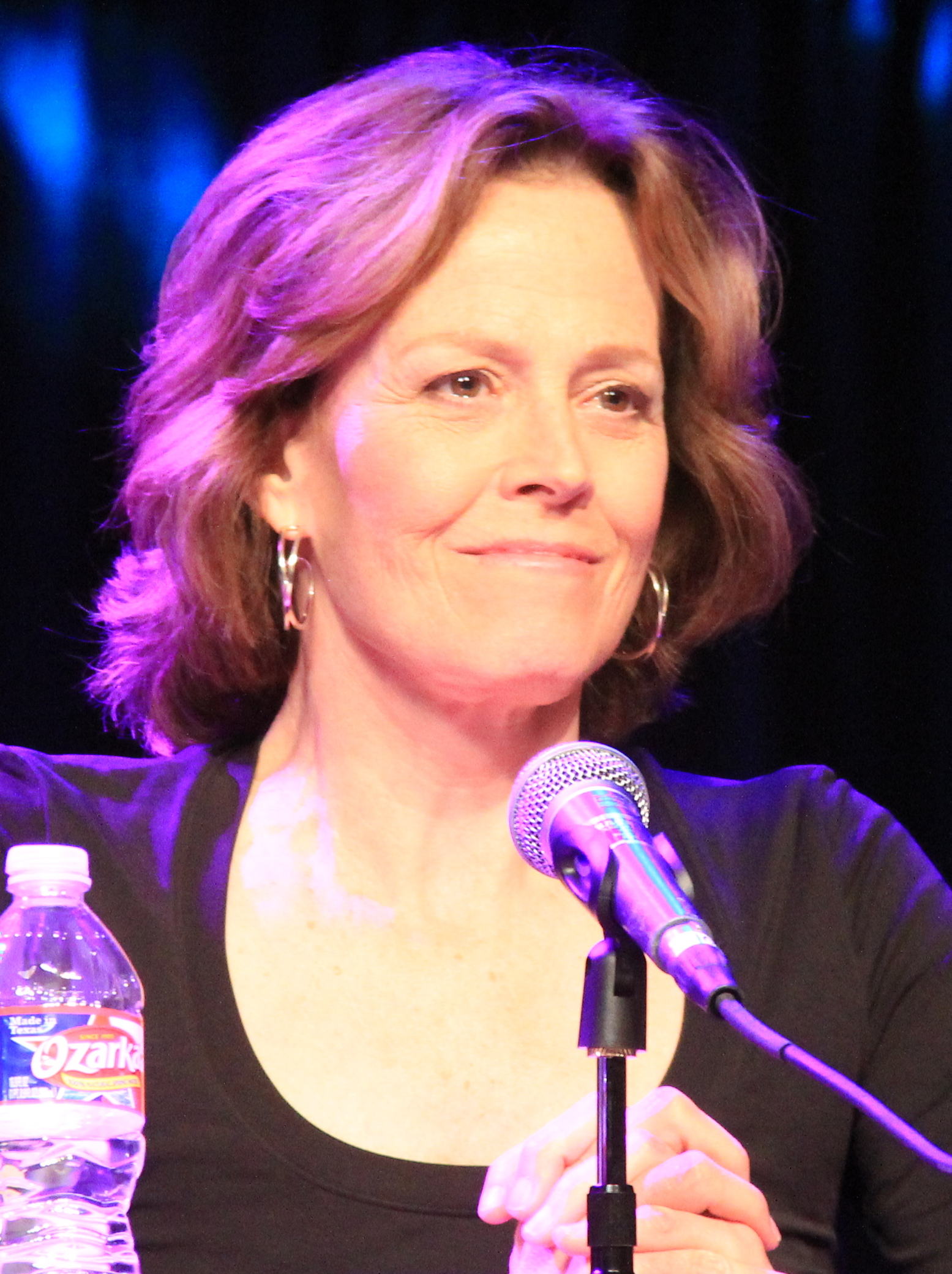
Alien: Isolation marque le retour de Sigourney Weaver dans le rôle d'Ellen Ripley, dix-sept ans après le film Alien: Resurrection (1997).

Pour le jeu, The Creative Assembly décide de s'inspirer du film Alien, réalisé par Ridley Scott et sorti en 1979, plutôt que la suite de James Cameron plus orientée action. Pour aider les designers à recréer l'atmosphère authentique du film, la 20th Century Fox leur livre trois téraoctets de matériels de production, incluant photographies de costume, concept arts, photos des coulisses du film, vidéos, et effets sonores,. Participant au projet, John Mckellan se rappelle : « C'était une véritable mine d'or. On voyait des angles qu'on avait jamais vus avant. » Pendant les premières étapes du développement, l'équipe décortique le film et arrive finalement à créer de nouveaux environnements qui lui sont fidèles. De même, la bande-son originale est décortiquée, permettant aux compositeurs d'identifier les principales parties sonores et de les adapter à la longueur du jeu. L'équipe a également eu la chance de rencontrer le monteur dʼAlien et Blade Runner, Terry Rawlings, qui leur fournira davantage d'informations.
Plutôt que de créer un univers de science-fiction high-tech, les designers optent pour recréer l'aspect authentique du film Alien en se basant sur le travail de Ron Cobb et Mœbius. De cela résulte un jeu à l'aspect rétro-futuriste des années 1970. Pour créer la distorsion des moniteurs dans le jeu, les développeurs décident d'enregistrer leurs animations sur des cassettes VHS et Betamax, puis filment les séquences qui jouaient sur « une vieille télé portable ».
Le jeu marque également le retour d'une partie de la distribution du film de 1979. Ainsi, Sigourney Weaver reprend le rôle du lieutenant Ellen Ripley qu'elle avait tenu dans les quatre films tandis que Tom Skerritt, Yaphet Kotto, Veronica Cartwright et Harry Dean Stanton reviennent respectivement interpréter le capitaine Arthur Dallas, le chef-ingénieur Dennis Parker, la navigatrice Joan Lambert et le technicien Samuel Brett trente-cinq ans après le premier film. Pour ce qui est de l'officier scientifique / androïde Ash, ce dernier garde les traits de son interprète Ian Holm mais a la voix de Dave B. Mitchell (en), tandis que l'officier en second Thomas Kane, interprété par John Hurt à l'époque, n'est pas présent dans le jeu. Autre retour, William Hope, l'interprète du lieutenant Gorman dans le film Aliens (1986) interprète le Marshall Waits.
Pour interpréter les personnages, les comédiens ont en général participé à des séances de capture de mouvement. L'actrice Kezia Burrows (en) a participé aux séances pour le personnage d'Amanda Ripley qui a les traits de l'actrice mais également ceux d'Elizabeth Inglis qui était sur la photo représentant une Amanda âgée dans le film Aliens,,. Burrows devait initialement être la voix d'Amanda également, mais a été finalement remplacée par Andrea Deck. De même pour Ricardo qui partage ses traits avec Syrus Lowe mais a la voix de Richie Campbell (en).

### Mécaniques
Le jeu était initialement conçu avec une vue à la troisième personne, mais la vue à la première personne a été gardée car elle accentue le côté survie du jeu, le joueur devant se déplacer s'il souhaite avoir une meilleure vue. Les différentes interfaces du jeu ont été compliquées à réaliser. Alien ne proposait pas d'exemples d'interfaces, les écrans ne montrant que des données ou des graphiques, les personnages n'interagissaient pas physiquement avec l'ordinateur. Seul MU-TH-UR proposait une interface, mais les personnages interagissaient uniquement grâce à leur voix.
Les joueurs devaient ressentir les mêmes difficultés à utiliser l'interface que le personnage. L'interface interne, propre à Amanda, devait être présenté comme une superposition minimaliste et simple à utiliser, tandis que l'interface externe, celle avec laquelle Ripley a un contact physique, devait faire partie de la diégèse du jeu. Les interfaces sont représentées comme des logiciels primitifs, délibérément malhabile à utiliser et confus à lire. Ce choix était considéré comme risqué, car les joueurs pouvaient ressentir du désagrément. L'équipe a dû créer un nouveau moteur de jeu pour s'accommoder au comportement du Xénomorphe ou aux effets lumineux.

### Adaptation de l'Alien

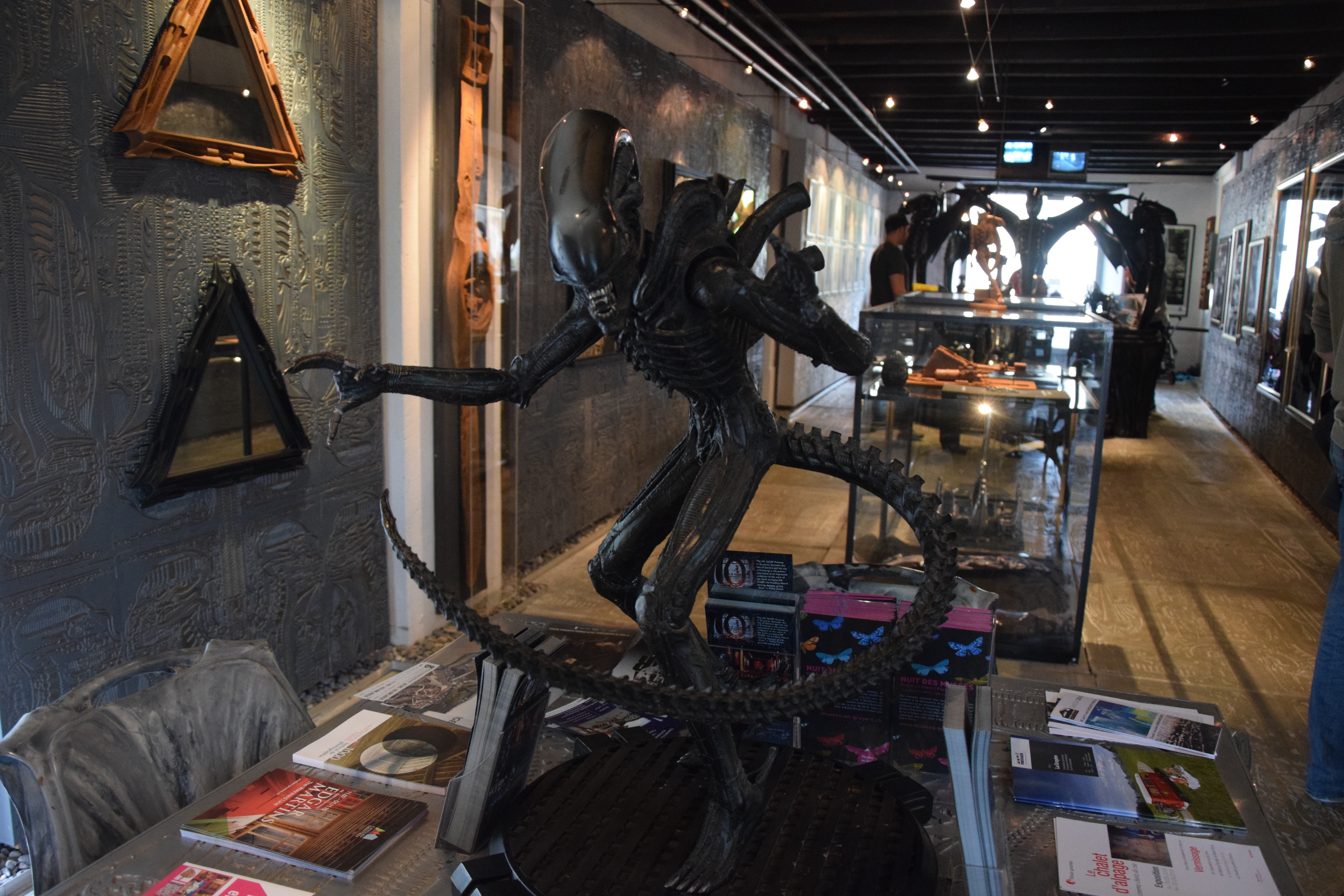
Indissociable à la franchise, le xénomorphe a bénéficié d'un travail appliqué pour la conception de son intelligence artificielle.

L'Alien (ou Xénomorphe) a plusieurs intelligences artificielles, dont la macro (aussi appelée director-AI) et la micro (aussi appelée alien-AI). La première connait la position du joueur et emmène l'Alien vers sa position actuelle ou précédente afin que la seconde IA puisse déduire l'emplacement exact du joueur, l'Alien ayant un genre de déduction, s'il voit un casier ouvert, il comprend que quelqu'un est passé par là par exemple,,.
L'Alien est relié à un arbre de comportement montrant plusieurs options prédéterminées, lesquelles se divisent en actions qui seront choisies suivant la localisation de l'Alien, ce qu'il fait, et ce que la director-IA lui dit,. Il a en tout 100 actions différentes,,. La plupart des actions sont débloquées au fil du jeu suivant les actions du joueur, faisant croire que l'Alien s'adapte et empêchant le joueur d'appliquer la même stratégie,,.
Il ne se déplace pas vers un endroit car il lui paraît idéal mais parce qu'il chasse sa proie. Il peut rester plusieurs minutes dans une seule pièce. Les concepteurs lui ont donné plusieurs zones d'intérêts à explorer mais certaines sont générées suivant les actions du joueur, s'il fait trop de bruit par exemple. Un périmètre de lieux proches est établi et l'Alien conçoit une route pour les visiter mais pas de manière idéale, il ne choisit pas le lieu le plus proche de lui. Ces lieux sont choisis suivant leur visibilité par l'Alien et ses résultats périodiques lors de ses aller-retours. Ces aller-retours permettent de faire croire au joueur que l'Alien fait une double-vérification ou qu'il doute. Pour traquer le joueur, l'Alien peut détecter ses pas lorsqu'il marche ou court, les tirs et le bipeur du détecteur de mouvements s'il est assez proche,. Il dispose également de « yeux derrière la tête », empêchant le joueur de se faufiler par-derrière l'Alien,.
Le Xénomorphe a plusieurs chemin et tactique, faisant paraitre qu'il s'adapte à chaque rencontre. Cela permet de préserver la menace. Ainsi, si un joueur venait à mourir et que le Xénomorphe suivait une même ronde, il ne serait plus terrifié,. Pour ses intentions, le joueur doit se fier aux cris de l'Alien, différents s'il s'apprête à attaquer ou s'il cherche sa proie, plutôt qu'à la musique. Les musiques étant connues, cela évite de ruiner la tension et l'immersion du joueur.
Afin que le joueur puisse respirer et qu'il ne ressente pas d'injustice, mais également pour garantir le sentiment de peur tout au long du jeu, la director-AI gère une jauge de menace,. Ce procédé sert à déterminer la pression que le joueur a reçue selon plusieurs facteurs : la proximité de l'Alien, s'il est en vue et la facilité qu'il aurait pour atteindre le joueur,. Si le niveau de menace est trop élevé, Utility AI (aussi appelé Job System), donne une tâche et une location à l'Alien ainsi qu'un sens des priorités pour déterminer s'il doit finir sa tâche qu'il est en train d'accomplir ou s'il doit partir,. La Utility AI permet également à l'Alien d'être actif ou passif. S'il est actif, il passe au peigne fin les zones de la carte ou fouille certains lieux spécifiques après avoir entendu un certain son. Passif, il retourne dans les conduits de ventilation lorsque le niveau de menace est à un haut niveau depuis trop longtemps.
Il a entre 70 et 80 schémas d'animation pour indiquer son état. La tête a quant à elle ses propres animations. Cela permet au joueur de comprendre les intentions du Xénomorphe grâce à son positionnement, sa façon de se déplacer ou son expression. Contrairement à d'autres adaptations, le joueur ne peut tuer l'Alien, au contraire de ce dernier, capable de le faire en un seul coup. L'apparence de l'Alien est identique à celle de son apparition dans le film de 1979 à l'exception de ses genoux qui ont été inversés pour donner l'impression qu'il puisse courir à une grande vitesse s'il le fallait.

### Séquence titre
La séquence titre a été réalisée tard dans le développement, à une ou deux semaines de l'envoi du disque à la manufacture. Jon Mckellan souhaite au départ recréer la même séquence titre que le film de 1979, mais le film Prometheus sorti en 2012 avait fait la même chose. Mckellan ne souhaite pas que les joueurs se réfèrent au titre comme étant celui de Prometheus, à l'instar des Space Jockey. La séquence comporte également une voix off qui reprend le texte de la séquence finale du titre de 1979 mais réenregistré par Sigourney Weaver. Le logo de la 20th Century Studios est celui du film de 1979 repris de la VHS Special Widescreen Edition.

### Musique
La musique a été composée par le duo The Flight formé par Joe Henson et Alexis Smith. Creative Assembly a acheté plusieurs musiques du film de 1979, permettant au duo de ne pas faire de pastiche. Plusieurs musiques du premier film ont été enregistrées par un orchestre dont certains des membres étaient présents en 1979.
La plupart des synthèses sonores et effets comme le synthétiseur analogique vintage, le delay et la réverbs à ressorts ont été utilisés car ils étaient utilisés lors de la période de la sortie du film. Ils ont également eu l'aide du groupe vocal Synergy.

## Promotion
Un des personnages du jeu, Mike Tanaka, possède un véritable compte Twitter sur lequel l'équipe marketing poste différents concept arts.

## Contenus téléchargeables
L'Équipage peut être sacrifié permet d'incarner Ellen Ripley, Dallas ou Parker dans une scène durant laquelle l'équipe tente d'envoyer le Xenomorphe dans le sas du Nostromo. Le Dernier survivant, permet d'incarner Ripley et de rejouer la scène dans laquelle elle s'échappe du Narcissus pour éviter  l'autodestruction du Nostromo.
Corporate Lockdown permet d'incarner Randsome alors qu'il tente de s'échapper de Sevastopol tandis que Trauma propose d'incarner le Dr Lingard qui tente de détruire toutes ses recherches liées au Xénomorphe,. L'Abri ajoute le challenge Sauvetage et propose de contrôler Hughes afin d'accomplir dix tâches sans mourir. Le mode de jeu est repris dans Lost Contact qui permet quant à lui de contrôler Axel. Dernier contenu téléchargeable, The Trigger se déroule avant les évènements du jeu et propose de contrôler Ricardo qui est à la recherche d'un paquet contenant des explosifs afin de tuer l'Alien.

## Accueil

### Accueil critique
Alien: Isolation est généralement bien accueilli par la presse spécialisée, contrairement au précédent jeu Alien de Sega, Aliens: Colonial Marines. Une grande partie de la presse spécialisée loue les environnements, le rythme, l'effet nostalgique efficace du film Alien de Ridley Scott, la mécanique furtive et l'intelligence artificielle de l'alien, tandis que l'autre partie note une campagne longue, un récit banal et des voix de comédiens médiocres. Les sites GameRankings et Metacritic attribuent respectivement des notes moyennes de 82,69 % et 81 % à la version Microsoft Windows. La version Xbox One obtient, quant à elle, une note moyenne de 78,95 % et 78 %. En ce qui concerne la version PlayStation 4, elle obtient une note moyenne de 79,78 % et 79 %.
David Houghton de GamesRadar+ attribue au jeu une note de 4,5 sur 5, louant les graphismes et l'intelligence de son IA qui maintient l'imprévisibilité du jeu. Il décrit le jeu comme « passionnant, captivant et profondément enrichissant. » De plus, il déclare que le jeu offrira une des expériences les plus vivantes que les joueurs aient pu ressentir depuis des années. Andy Kelly de PC Gamer donne au jeu une note de 93/100, indiquant que le jeu est celui que la série Alien a toujours mérité. De plus, il a salué la conception audio, ainsi que l'IA réactive de l'Alien. Il a aussi déclaré que le rythme de l'histoire est parfait, même s'il lui a fallu environ 25 heures pour terminer la partie. Cependant, il a critiqué l'histoire décevante, les voix plates et des personnages sans profondeurs, mais il a tout de même conclu qu'il s'agit d'un « jeu d'infiltration profondément amusant, situé dans un monde de science-fiction magnifiquement réalisé ». Alex Dale de l'Official Xbox Magazine attribue une note 9 sur 10 au jeu. Il décrit le jeu comme un « thriller d'infiltration-horreur unique qui combine une grande stimulation et la conception intelligente à une IA rasoir qui est imprévisible dans toutes les bonnes manières. »
Chris Carter de Destructoid attribue au jeu une note 8,5 sur 10, faisant l'éloge de l'IA improvisée et dynamique de l'alien. Il salue également le mode Survie, qui pourrait être déverrouillé après environ 15 heures. Il le décrit comme la meilleure partie du jeu du fait que le mode propose différents sensations et expériences pour les joueurs. Dan Whitehead d'Eurogamer donne au jeu une note de 8 sur 10. Il salue le superbe éclairage et la conception de l'environnement inhabituellement convaincante. Il explique que le jeu a créé certains de ses moments de jeux d'horreur les plus tendus et les plus mémorables. Il décrit également la création de l'IA en liberté de l'Alien comme « un coup de génie ». Cependant, il critique le système d'artisanat comme trop simple au point d'être trop superficiel. Il critique également la longueur du jeu et estime que le jeu dépassait la durée de son accueil. Dave Meikleham de Computer and Video Games attribue également au jeu une note de 8 sur 10, louant son design sonore et les moments d'horreur, mais notant qu'il a rencontré des problèmes occasionnels de taux de trame. Il pensait aussi que si le jeu était de 30 % plus court, ce serait une expérience beaucoup plus audacieuse et plus nette.
Jeff Marchiafava de Game Informer donne au jeu une note de 7,75 sur 10. Lui aussi pense qu'il s'agit du jeu le plus fidèle à la franchise Alien, et croit que c'est l'expérience que les fans de la franchise attendaient depuis longtemps. Cependant, il compare le jeu à Dead Space, et pense que les actions et les environnements n'ont pas réussi à inculquer le sens de la crainte que les films ou d'autres jeux d'horreur avaient livré. Il critique également l'animation des personnages façon « marionnettes », ainsi que la carte inutile et les voix et les dialogues peu convaincants. Arthur Gies de Polygon attribue au jeu une note de 6,5 sur 10. Il déclare que la peur de l'Alien est vite devenue une irritation due à la répétitivité du jeu. Il critique également l'irritant et frustrant système de sauvegarde, le jeu ne disposant pas de système de point de contrôle, amenant parfois les joueurs à répéter certaines missions encore et encore.
Kevin VanOrd de GameSpot attribue au jeu une note de 6 sur 10. Selon lui, le jeu fait bon usage du système de suivi de mouvement, et les rencontres façon « jeu du chat et de la souris » avec l'Alien peuvent être tendues et effrayantes. Il a salué l'atmosphère rétro-futuriste dans le jeu, mais critique la jouabilité imprévisible et la distance parfois frustrante entre les points de sauvegarde. Ryan McCaffrey d'IGN attribue au jeu une note 5,9 sur 10. Il le trouve décevant, en dépit d'être un jeu Alien parfait sur le papier. Il pense que l'authentique peur d'être pourchassé par un Alien invincible est diluée par la répétition, et a critiqué l'imprévisible IA du jeu.

### Récompenses
Alien: Isolation est récompensé à de multiples reprises, notamment dans la catégorie « jeu de l'année 2014 » par PC Gamer, « meilleur jeu d'horreur en 2014 » par GamesRadar+, « meilleur jeu d'horreur en 2014 » par Rock, Paper, Shotgun, « meilleur jeu vidéo 2014 » par New Statesman et « jeu de l'année toutes consoles confondues » par Kotaku Australie,.

## Postérité
En octobre 2015, le directeur du studio de Creative Assembly, Tim Heaton, n'exclut pas, malgré les ventes décevantes du jeu, une suite avec « davantage d'options ». Le jeu a droit a un spin-off, Alien: Blackout (2019) développée par D3 Go! mettant en scène Amanda Ripley. En 2016, une version Alien: Isolation titré Aliens vs. Pinball est sortie pour les jeux de flipper Pinball FX 2 (2010) et Zen Pinball 2 (2012). Amanda Ripley apparaît brièvement dans le comic Aliens: Defiance (2016-2017) puis a un rôle plus important dans les comics Aliens: Resistance (2019) et Aliens: Rescue (2019) faisant suite au jeu,.
Une mise en roman du jeu écrite par Keith DeCandido (en) est publiée en 2019 tandis qu'une adaptation en web-série titrée Alien: Isolation – The Digital Series est sortie sur IGN le 28 février 2019.
Le 7 octobre 2024, le développement d'une suite à Alien: Isolation est confirmé.
En 2024, Sega fait un partenariat avec la chaîne YouTube Lofi Girl à l'occasion des dix ans de la sortie du jeu Alien: Isolation,,,,.